# Hypoleria jaruensis
Hypoleria jaruensis är en fjärilsart som beskrevs av Ferreira D'almeida 1951. Hypoleria jaruensis ingår i släktet Hypoleria och familjen praktfjärilar. Inga underarter finns listade i Catalogue of Life.